# 村上真希
村上 真希（むらかみ まき、1979年6月10日 - ）は、日本の女優、伝統産業女優、モデル、ライター。東京都出身。女優として映画、舞台、CMなどに出演。

## 来歴
19歳でモデルにスカウトをされ活動をスタートさせる。 自然体の表現力が評価され数々の企業の広告・イメージ映像・CM等に出演。26歳で劇団『東京マハロ』のヒロインに抜擢され女優業をスタートさせる。以後、映画デビュー作 映画『シーソー seesaw』を皮切りにオーディションを勝ち取り続け、連続で主演映画出演。2003年〜2009年 アイスモデルマネジメント 所属、2012年〜2015年 フライディ所属。

## 出演
映画
- シーソー seesaw（2012年） - 主演・真琴 役
- すず（2013年） - 主演・すず 役
- 恋の手本（2014年） - 主演・私 役
- ねぼけ（2016年） -第39回 モントリオール世界映画祭正式出品・ 主演・宮 真海 役
- ちぎれん雲（2016年）  - 主演・ゆきな 役

CM
- au by KDDI -
- CASIO -
- サントリー -
- ようこそレオパレス21 - レオパレス21 - （2014年〜）
- Anytime with MON CAFE - 片岡物産 - （2015年〜）
- はじめてのベアミネラル - ペアミネラル - （2015年〜）
- ホストファミリーになろう - ホームステイインジャパン（2016年〜）
- トランスペシエ - JR東日本（2015年〜）
- ヴェクロス - サーモス（2016年）

広告
- 「Angelino」  - ブリジストンサイクル（2013年）

MV
- 「恋人よ」 - THEイナズマ戦隊（2016年）
- 「Dance With Me」 - WHITE JAM（2016年）

舞台
- ぼく願ふ、きみ想ふ - （2006年）
- 人心 - レイナ役（2008年）
- 優しい嘘 - ヒロイン役（2009年）
- 野いちごとねずみたち - （2010年）
- 『銀河旋律』＆『広くてすてきな宇宙じゃないか』 - （2017年）

ライター
【 にっぽんてならい堂  伝統産業女優 村上真希の「職人の爪のあいだ」】
- 富山県 高岡市 モメンタムファクトリーOrii - 編 - （2016年）
- 富山県 高岡市 シマタニ昇龍工房 - 編 - （2016年）
- 富山県 高岡市 高田製作所 - 編 - （2016年）
- 富山県 高岡市 漆器くにもと - 編 - （2016年）

【 東京国際映画祭 村上真希の “気分だけでも赤提灯” 対談 otoCoto 】
- さようなら -  深田晃司 監督  - （2015年）
- スプリング、ハズ、カム - 吉野竜平 監督 - （2015年）
- 走れ、絶望に追いつかれない速さで - 中川龍太郎 監督 - （2015年）
- アミューあつぎ映画.comシネマ - 支配人 青山大蔵 さん - （2016年）

記事
- 灯台もと暮らし
- 美容師サイト リクエストQJナビ
- DiscoverJapan『地域ブランドクリエーターズファイル』《地方創生でニッポンを元気にする100人》